# SN 2001jt
SN 2001jt – supernowa odkryta 9 grudnia 2001 roku w galaktyce A084800+4419. W momencie odkrycia miała maksymalną jasność 21,80m.